# ルネ＝アントワーヌ・ウアス
ルネ＝アントワーヌ・ウアス（フランス語: René-Antoine Houasse, 1645年頃 - 1710年5月27日）は、フランスの装飾画家。

## 略歴
パリで生まれた。王室の筆頭画家シャルル・ルブランの弟子になり、彼の監督の元で王立ゴブラン製作所で働き、ヴェルサイユ宮殿やトリアノンの装飾を行った。
1673年に王立絵画彫刻アカデミーの会員に選ばれた。1699年から1704年の間、在ローマ・フランス・アカデミーの校長を務めた。
1673年2月に、シャルル・ルブランの親戚の娘と結婚した。
ルネ＝アントワーヌ・ウアスはグレコ・ローマン時代の女神であるアテーナー／ミネルウァが登場する様々な神話をモチーフとした一連の絵画を描いた。
パリで没した。

## 家族
息子のミシェル＝アンジュ・ウアス(Michel-Ange Houasse:1680-1730)は画家になり、スペイン国王フェリペ5世の宮廷画家となった。娘のアグネス＝スザンヌ・ウアス(Agnès-Suzanne Houasse: 1674-1719)は彫刻家のニコラ・クストゥー(Nicolas Coustou: 1658-1733)と結婚した。もう一人の娘のマリー＝シャーロット・ウアス(Marie-Charlotte Houasse: 1687年頃生まれ)は、1704年にローマで彫刻家のピエール・ルグロ(Pierre Le Gros: 1666-1719)と結婚した。

## 絵画

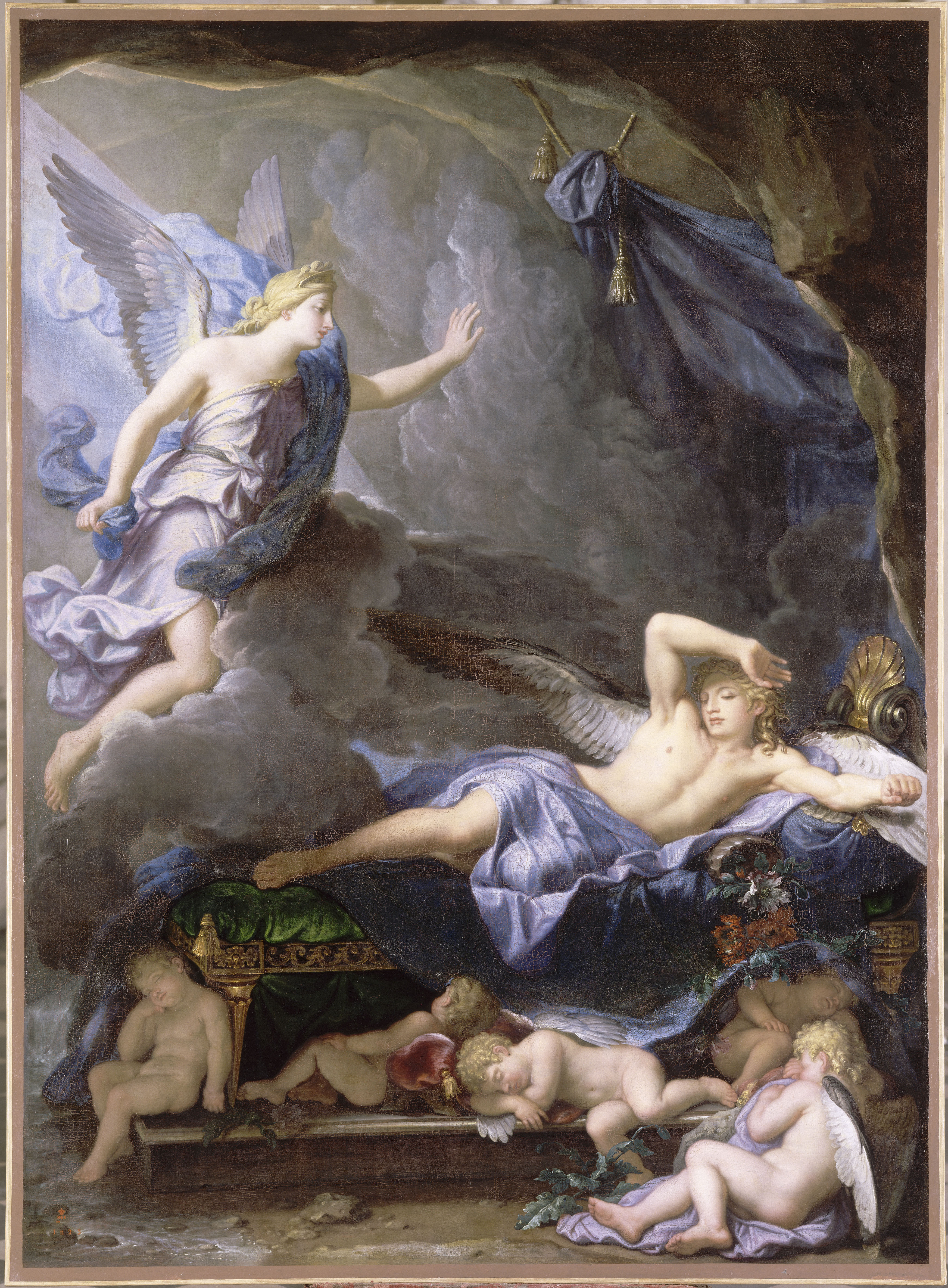
モルペウスとイーリス, トリアノン宮殿蔵
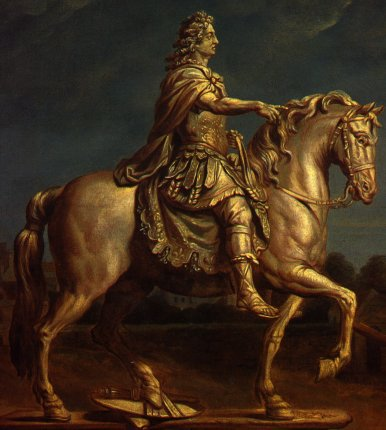
ルイ14世の騎手肖像
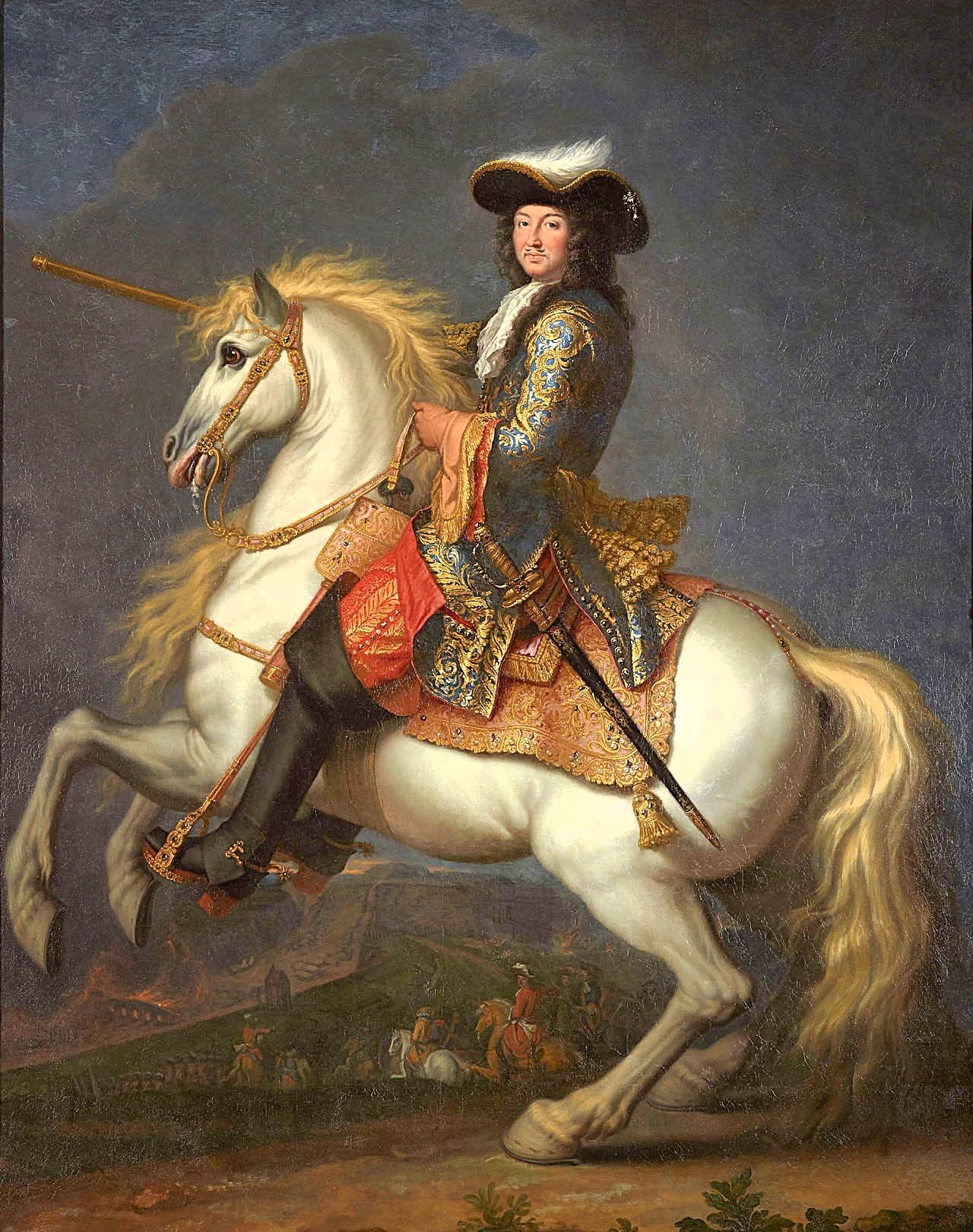
馬に乗るルイ14世
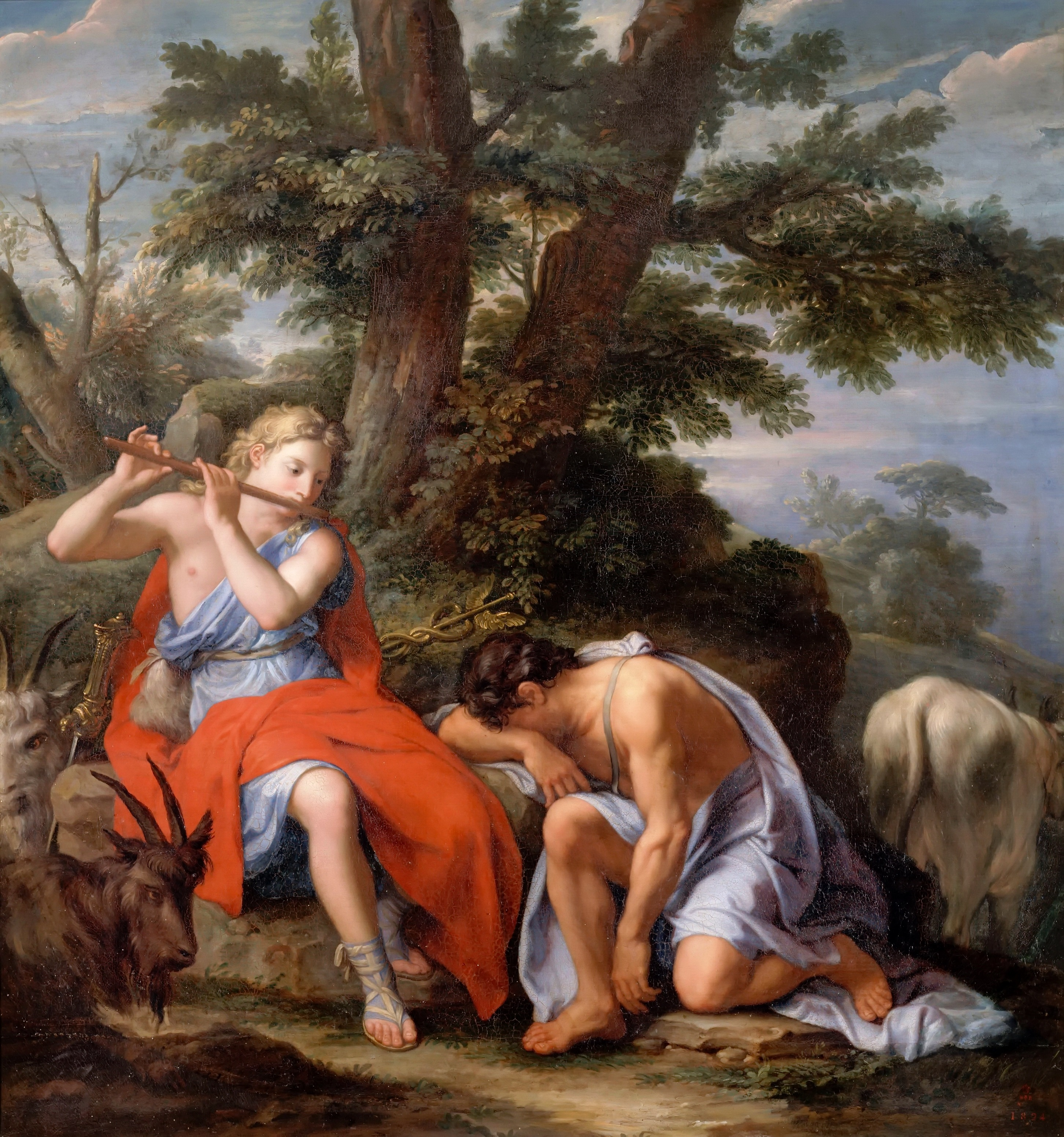
ヘルメースとアルゴス

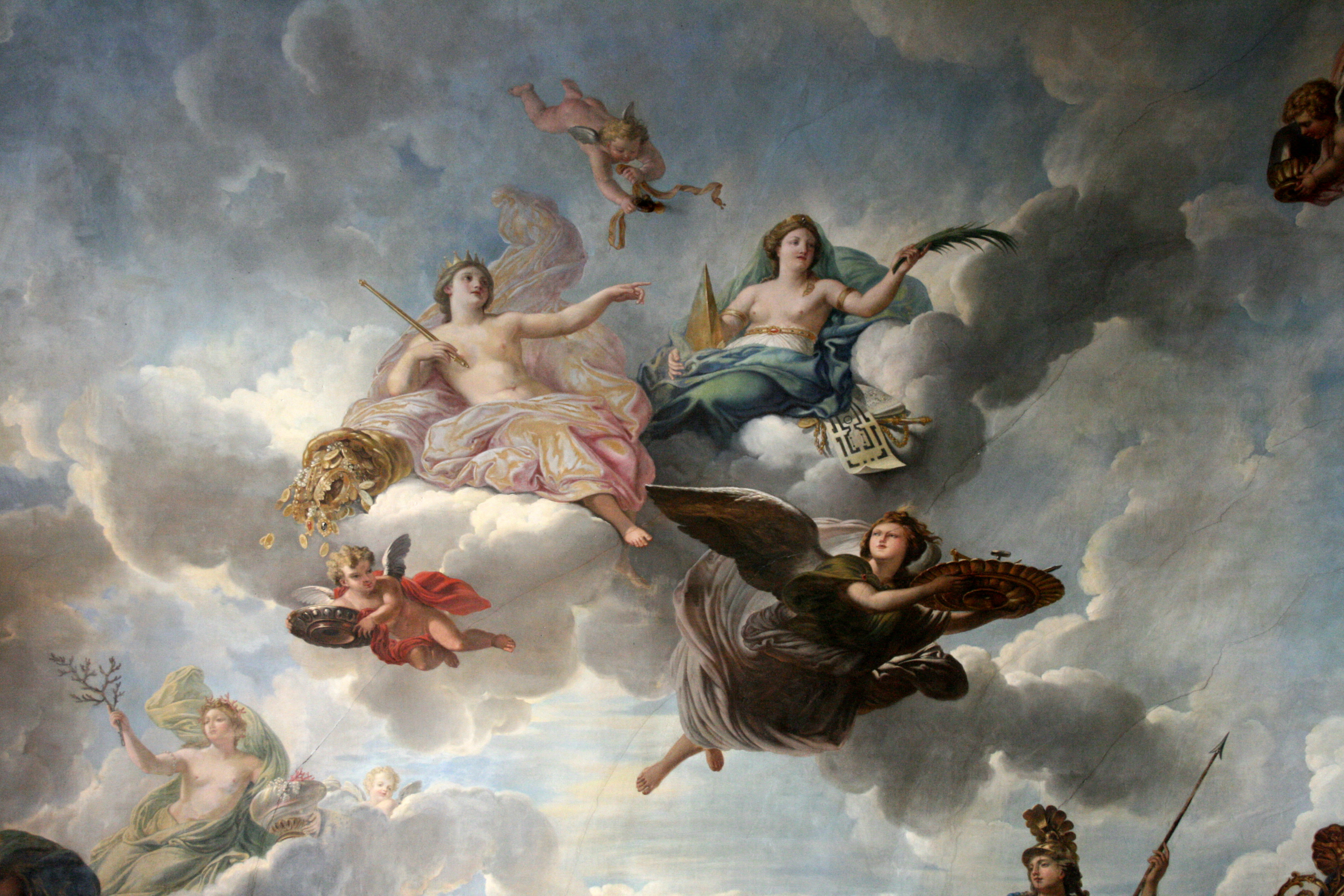
『豊穣と自由』 ルネ＝アントワーヌ・ウアス (1683). ヴェルサイユ宮殿蔵
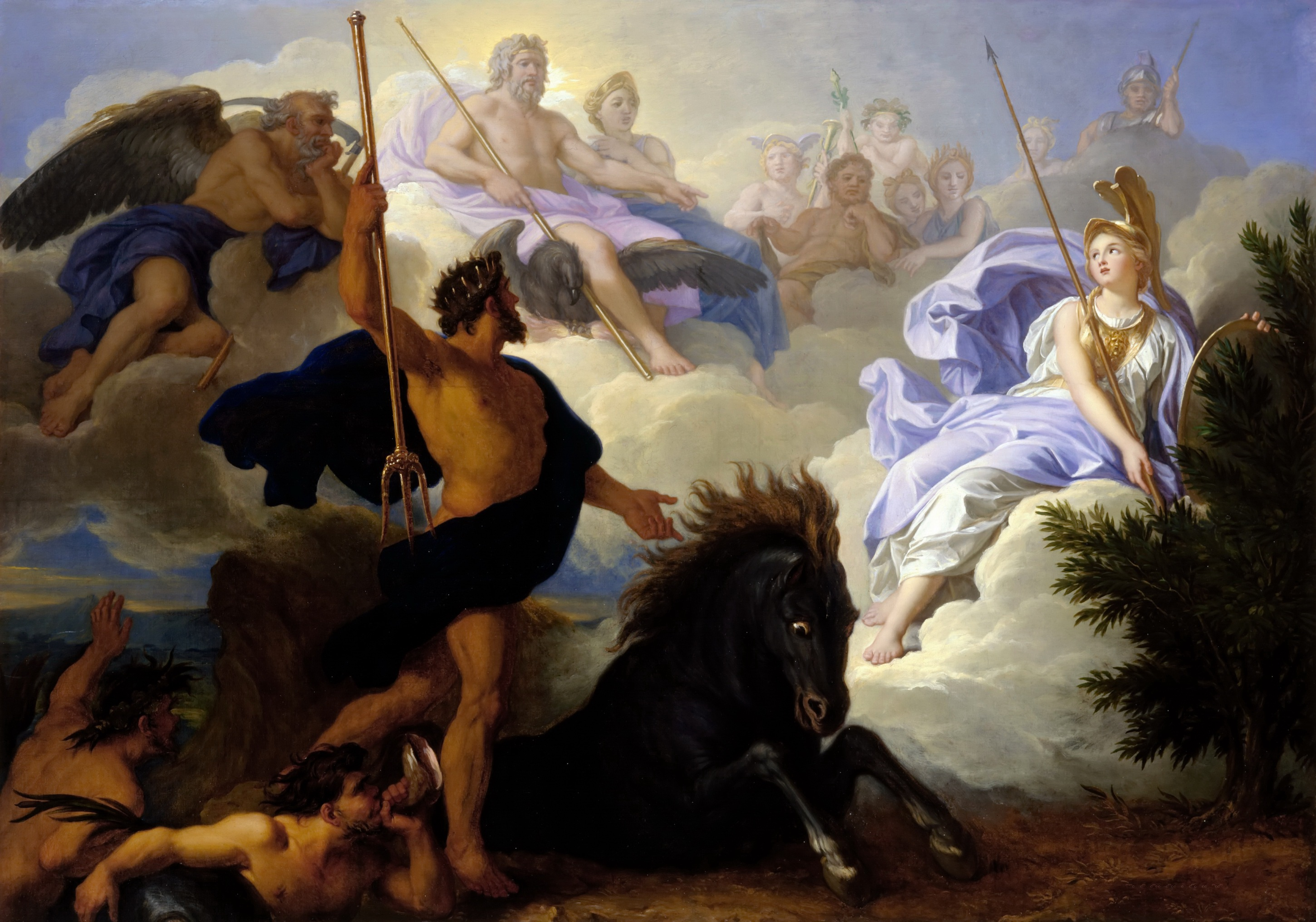
紛争 - ミネルウァとネプトゥーヌス
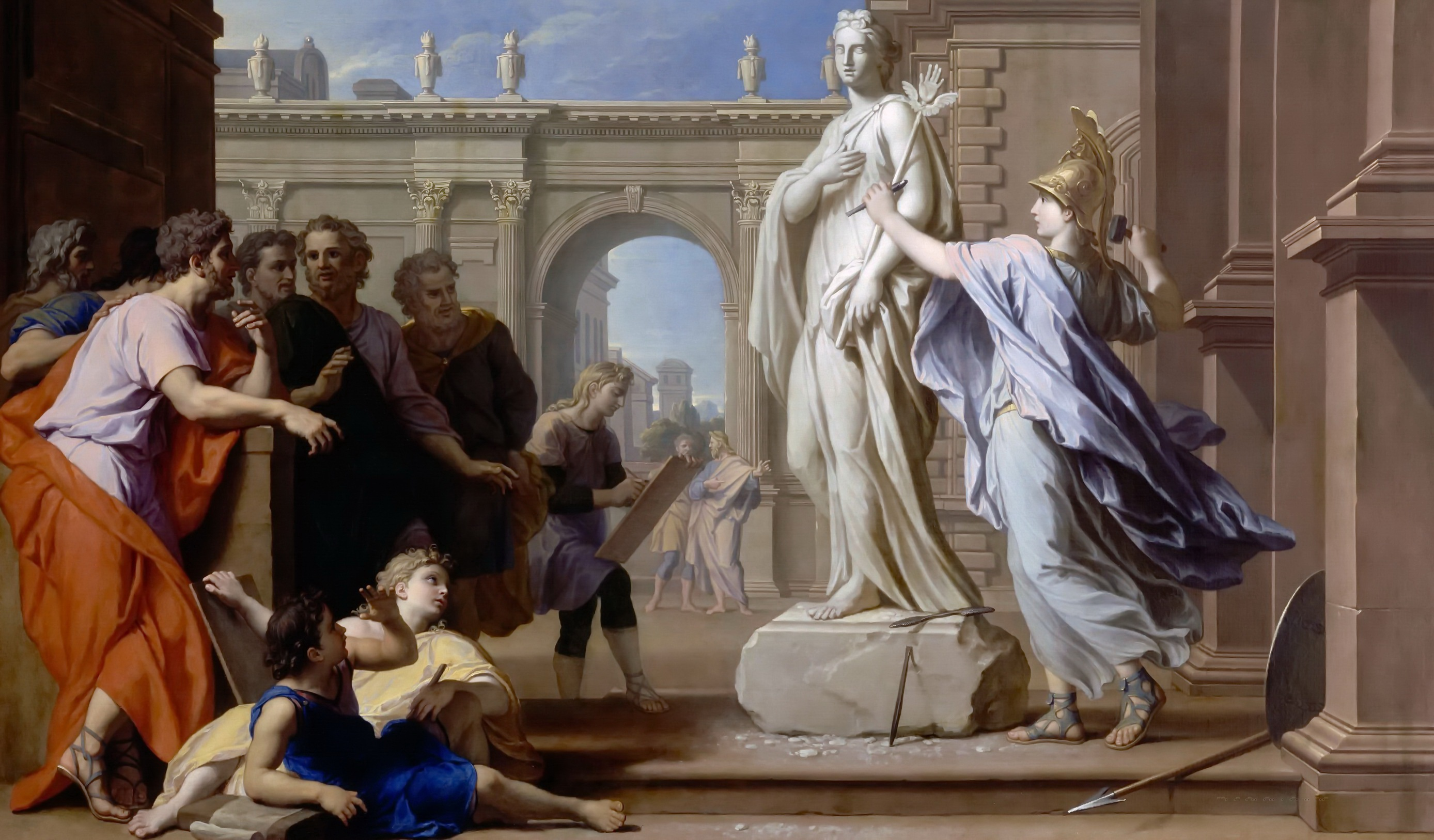
ロードスの人々に彫刻を教えるミネルウァ
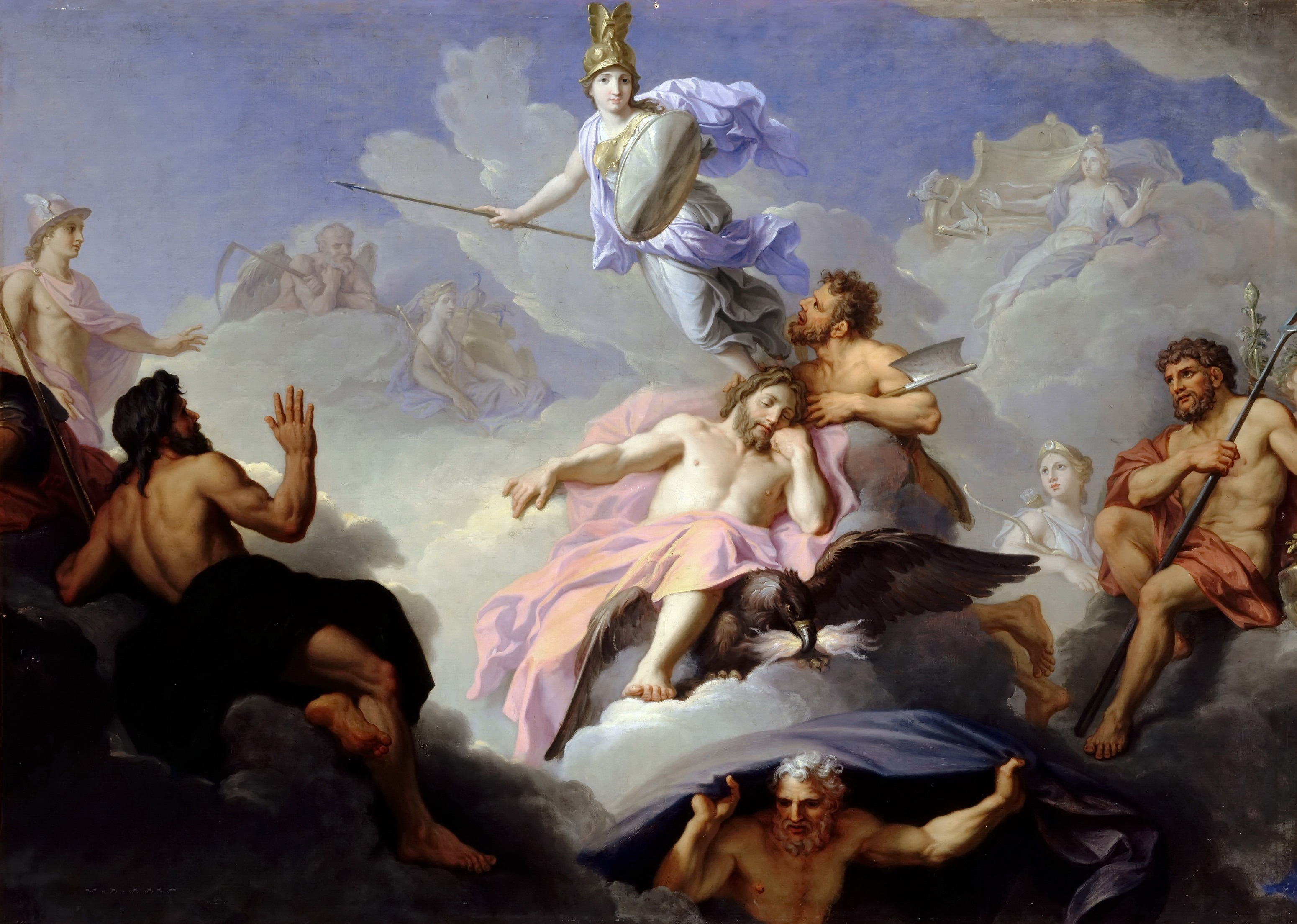
ミネルウァの誕生